# The Glorious Lady
The Glorious Lady er en amerikansk stumfilm fra 1919 af George Irving.

## Medvirkende
- Olive Thomas som Ivis Benson
- Matt Moore
- Evelyn Brent som Lady Eileen
- Robert Taber som Dr. Neuman
- Huntley Gordon som Lord Chettington